# District de Kandhamal
Le district de Kandhamal est un district de l'état de l'Odisha, en Inde.

## Géographie
Au recensement de 2011, sa population compte 731 952 habitants.
Son chef-lieu est la ville de Phulbani. 